# Jarosław Skulski
Jarosław Skulski (ur. 30 marca 1907 w Ufie, Rosja; zm. 22 lipca 1977 w Warszawie) – polski aktor teatralny i filmowy, grywał również w Teatrze Telewizji i słuchowiskach Polskiego Radia.

## Życiorys

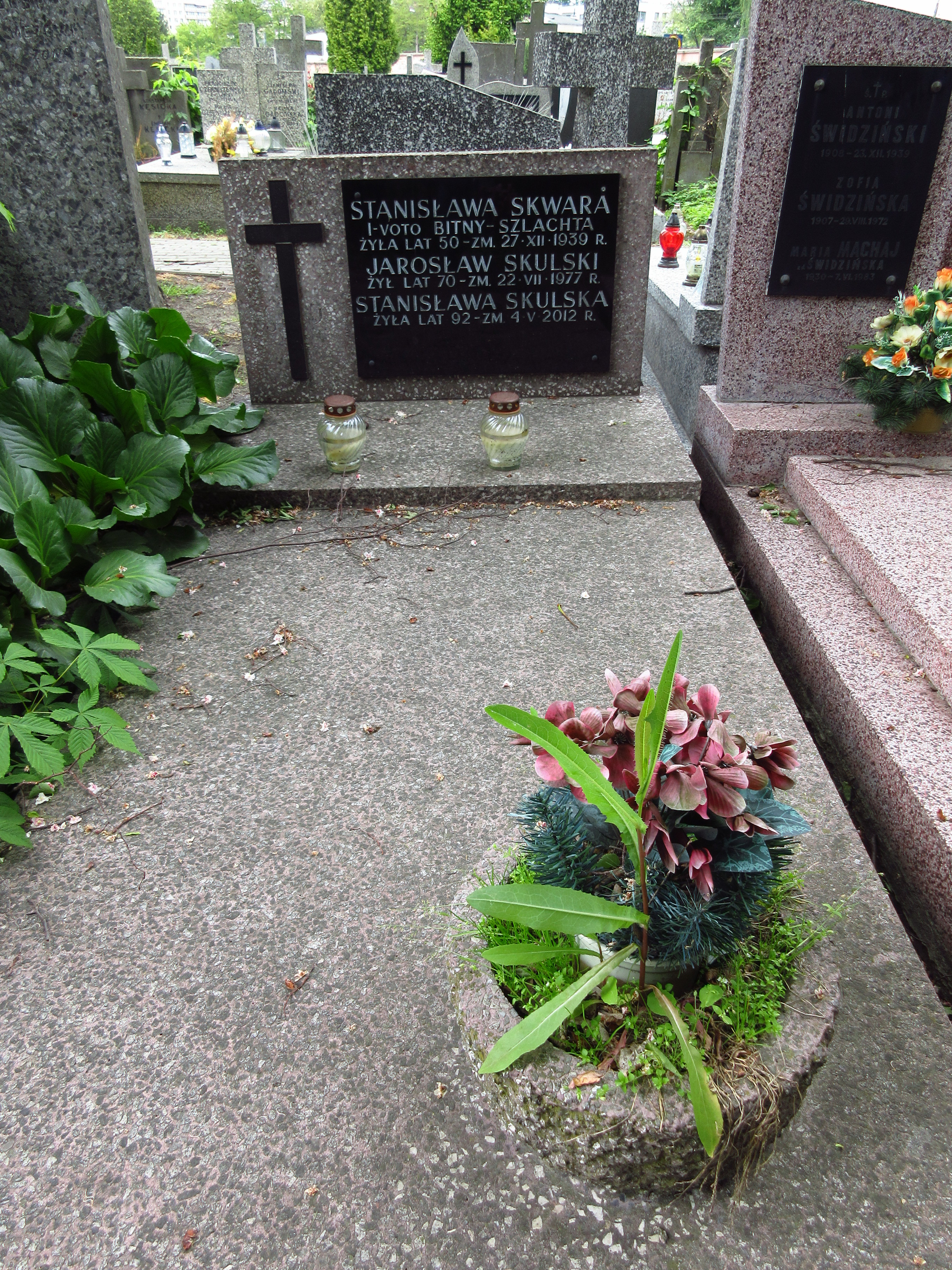
Grób Jarosława Skulskiego na cmentarzu Bródnowskim

Urodził się w Rosji, do Polski przyjechał mając 13 lat. Po zdaniu matury i zakończeniu służby wojskowej rozpoczął studia na Wydziale Architektury Politechniki Warszawskiej, które przerwał w 1933 i następnie wstąpił do Państwowego Instytutu Sztuki Teatralnej, na Wydział Aktorski, który ukończył w 1937 roku.
Przed 1939 występował na scenach Warszawy i Kalisza, oraz brał udział w tworzeniu scenografii. W 1938 zadebiutował w filmie. Podczas II wojny światowej zatrudnił się przy handlu drewnem opałowym.
W 1944 został aktorem w rosyjskim teatrze Tanagara, gdzie grał w variete. Za te występy otrzymał w 1947 naganę sądu koleżeńskiego ZASP.
Przed wybuchem walk powstańczych opuścił Warszawę i przedostał się przez front na ziemie zajęte przez Armię Czerwoną. Początkowo organizował w Otwocku i Lublinie teatry Milicji Obywatelskiej, a następnie zaangażował się w lubelskim Teatrze Wojska Polskiego. Teatr ten przemieszczał się wraz z wojskiem i w 1945 znalazł się w Łodzi. Jarosław Skulski występował w nim do końca sezonu 1945/1946 po czym przeniósł się do Warszawy. W następnym sezonie grał w Miejskim Teatrze Dramatycznym, a od 1947 do 1949 w Teatrze Nowym.
W latach 1949–1959 często zmieniał sceny, w latach 1949–1952 grał w Teatrze Dramatycznym w Częstochowie, od 1952 do 1956 w Teatrze Dramatycznym w Szczecinie, a od 1956 do 1959 w Teatrze im. Osterwy w Lublinie. W 1959 powrócił do Warszawy i ponownie został aktorem Teatru Dramatycznego, gdzie grał do przejścia na emeryturę w 1975. Pochowany na cmentarzu Bródnowskim (kwatera 64G-5-8).

## Filmografia
- 1946: Zakazane piosenki − gestapowiec
- 1953: Celuloza − mieszkaniec piwnicy Szamotulskiej
- 1958: Małe dramaty − pracownik lunaparku (cz. 1)
- 1962: Dom bez okien − Ogórek, treser niedźwiedzia
- 1965: Faraon − Sargon, poseł asyryjski
- 1966: Pieczone gołąbki − gość z Zachodu
- 1967: Kiedy miłość była zbrodnią − policjant
- 1968: Mistrz tańca
- 1969: Gniewko, syn rybaka − „kupiec”, poseł krzyżacki (odc. 3)
- 1969: Jak rozpętałem drugą wojnę światową − pułkownik w ambasadzie polskiej w Belgradzie
- 1970: Epilog norymberski
- 1970: Kolumbowie − uczestnik dyskusji z przedstawicielem rządu brytyjskiego (odc. 2)
- 1971: Podróż za jeden uśmiech − kierowca nysy (odc. 3)
- 1972: Podróż za jeden uśmiech − kierowca nysy
- 1973: Stawiam na Tolka Banana − mężczyzna w cyklistówce pijący wódkę z Pabiszem pod mostem (odc. 4)
- 1975: Czterdziestolatek − robotnik Rozpiór (odc. 12 i 13)
- 1976: Szaleństwo Majki Skowron − strażnik (odc. 6)